# Gemma Beadsworth
Gemma Jane Beadsworth (Perth, 17 de julho de 1987) é uma jogadora de polo aquático australiana, medalhista olímpica.

## Carreira
Beadsworth disputou três edições de Jogos Olímpicos pela Austrália: 2008, 2012 e 2016. Seu melhor resultado foi a conquista das medalhas de bronze nos Jogos de Pequim, em 2008, e Londres, em 2012.